# Hostens
Hostens is een gemeente in het Franse departement Gironde (regio Nouvelle-Aquitaine). De plaats maakt deel uit van het arrondissement Langon. Hostens telde op 1 januari 2022 1.530 inwoners.

## Geografie
De oppervlakte van Hostens bedroeg op 1 januari 2022 57,64 vierkante kilometer; de bevolkingsdichtheid was toen 26,5 inwoners per km².

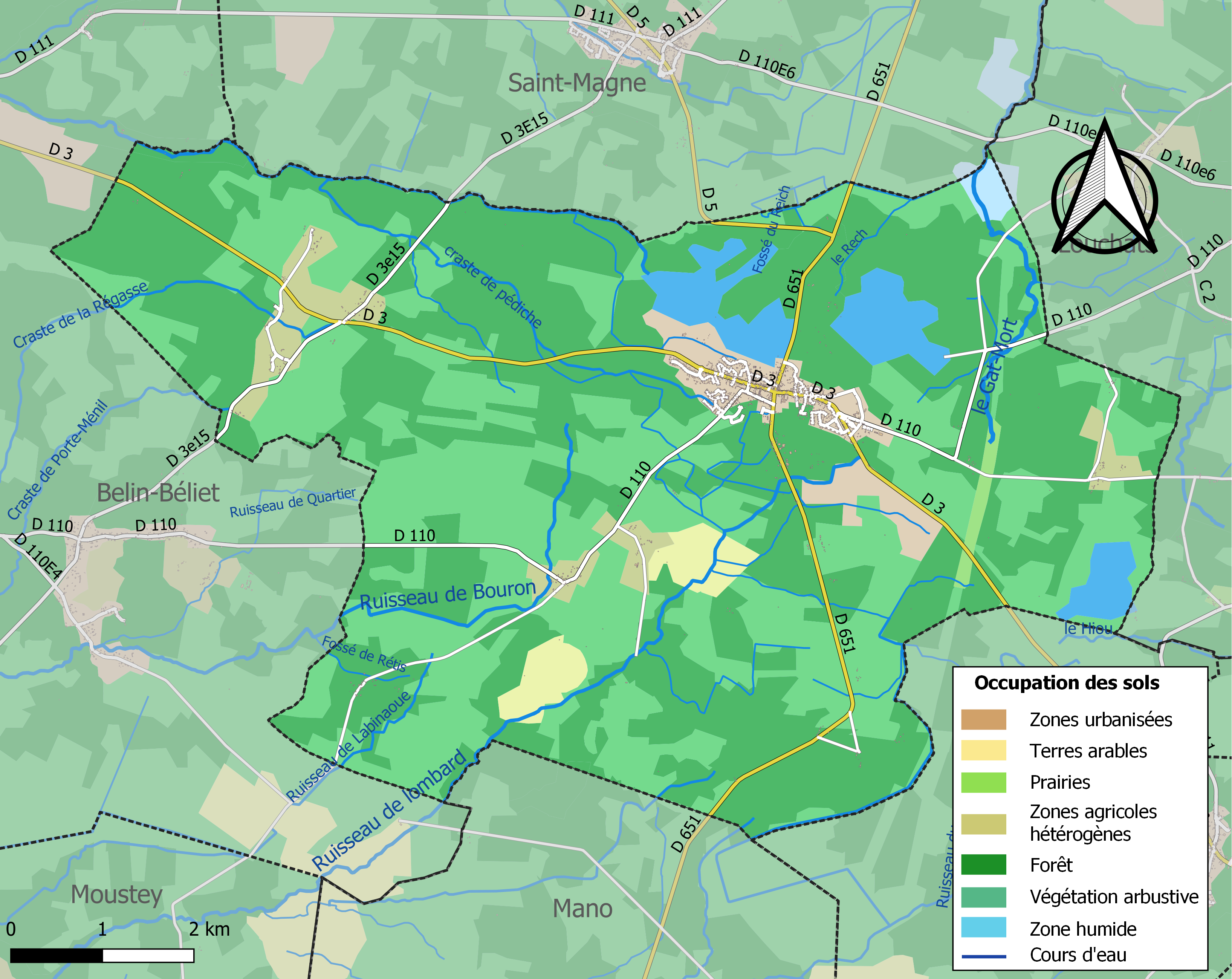
Kaart van de gemeente met belangrijkste infrastructuur, bodemgebruik en omliggende gemeenten

## Demografie
Onderstaande figuur toont het verloop van het inwonertal (bron: INSEE-tellingen).